# Resolutie 1708 Veiligheidsraad Verenigde Naties
Resolutie 1708 van de Veiligheidsraad van de Verenigde Naties werd unaniem door de VN-Veiligheidsraad aangenomen op 13 september 2006. De resolutie verlengde de groep van experts die de illegale wapenhandel naar Ivoorkust onderzocht met drie maanden.

## Achtergrond
In 2002 brak er in Ivoorkust een burgeroorlog uit tussen de regering in het christelijke zuiden en rebellen in het islamitische noorden van het land. In 2003 leidden onderhandelingen tot de vorming van een regering van nationale eenheid en waren er Franse- en VN-troepen aanwezig. In 2004 zegden de rebellen hun vertrouwen in de regering op en namen opnieuw de wapens op. Op 6 november kwamen bij Ivoriaanse luchtaanvallen op de rebellen ook 9 Franse vredeshandhavers om. Nog diezelfde dag vernietigden de Fransen de gehele vloot van de Ivoriaanse luchtmacht, waarna er ongeregeldheden uitbraken in de hoofdstad Abidjan.

## Inhoud
De Veiligheidsraad:
- Herinnert aan zijn vorige resoluties over de situatie in Ivoorkust.
- Verwelkomt de inspanningen van de secretaris-generaal, de Afrikaanse Unie en de EGWAS om de vrede aldaar te herstellen.
- Herinnert zich het eindrapport van de groep van experts die krachtens resolutie 1643 werd gecreëerd.
- Bepaalt dat de situatie de vrede en veiligheid in de regio blijft bedreigen.
- Handelend onder hoofdstuk VII van het Handvest van de Verenigde Naties.

1. Beslist het mandaat van die groep van experts te verlengen tot 15 december.
2. Vraagt de groep van experts tegen 1 december een kort rapport in te dienen over de uitvoering van de met resolutie 1652 opgelegde maatregelen.
3. Besluit actief op de hoogte te blijven.

## Verwante resoluties
- Resolutie 1657 Veiligheidsraad Verenigde Naties
- Resolutie 1682 Veiligheidsraad Verenigde Naties
- Resolutie 1721 Veiligheidsraad Verenigde Naties
- Resolutie 1726 Veiligheidsraad Verenigde Naties

Lijst ·  1652 ·  1653 ·  1654 ·  1655 ·  1656 ·  1657 ·  1658 ·  1659 ·  1660 ·  1661 ·  1662 ·  1663 ·  1664 ·  1665 ·  1666 ·  1667 ·  1668 ·  1669 ·  1670 ·  1671 ·  1672 ·  1673 ·  1674 ·  1675 ·  1676 ·  1677 ·  1678 ·  1679 ·  1680 ·  1681 ·  1682 ·  1683 ·  1684 ·  1685 ·  1686 ·  1687 ·  1688 ·  1689 ·  1690 ·  1691 ·  1692 ·  1693 ·  1694 ·  1695 ·  1696 ·  1697 ·  1698 ·  1699 ·  1700 ·  1701 ·  1702 ·  1703 ·  1704 ·  1705 ·  1706 ·  1707 ·  1708 ·  1709 ·  1710 ·  1711 ·  1712 ·  1713 ·  1714 ·  1715 ·  1716 ·  1717 ·  1718 ·  1719 ·  1720 ·  1721 ·  1722 ·  1723 ·  1724 ·  1725 ·  1726 ·  1727 ·  1728 ·  1729 ·  1730 ·  1731 ·  1732 ·  1733 ·  1734 ·  1735 ·  1736 ·  1737 ·  1738